# Deutscher Fernsehpreis/Beste Serie
Der Deutsche Fernsehpreis in der Kategorie Beste Serie wurde von 1999 bis 2017 verliehen. In der Kategorie wurden Fernsehserien aller Genres geehrt, wobei zwischenzeitlich für Sitcoms eine eigenständige Kategorie gab. Seit 2018 wird die Kategorie Beste Serie nach den Genres Drama und Komödie in Beste Drama-Serie und Beste Comedy-Serie aufgeteilt verliehen.

## Geschichte
Der Deutsche Fernsehpreis in der Kategorie Beste Serie wurde erstmals 1999 verliehen. Weitere Verleihungen in der Kategorie fanden bis 2017 statt, wobei in den Jahren 2001 und 2006 die Kategorien Beste Serie und Beste Schauspieler Serie zur Kategorie Beste Serie / Beste Schauspieler Serie fusioniert wurden. Die Verquickung sei bei beiden Kategorien sehr hoch.
In dieser Kategorie konnten sich alle Fernsehserien-Produktionen deutschen Ursprungs oder mit maßgeblicher kreativer und wirtschaftlicher Mitwirkung deutscher Auftraggeber, gleichgültig welcher Genre sie angehörten, qualifizieren. Aufgrund der starken Beliebtheit von Sitcoms in den 2000er-Jahren wurden sie von 2003 bis 2007 in einer eigenständigen Kategorie unter der Bezeichnung Beste Sitcom geehrt und somit für diesen Zeitraum von der Kategorie Beste Serie ausgeschlossen. 2018 wurde die Kategorie Beste Serie nach den Genres Drama und Komödie in Beste Drama-Serie und Beste Comedy-Serie aufgeteilt, da die Beliebtheit an deutschen Fernsehserien weltweit anstieg und die Entwicklung von Serienproduktionen in Deutschland qualitativ gestiegen ist.
Der Preisträger wurde in einer geheimen Abstimmung durch eine unabhängige Jury aus drei (2008: fünf) Nominierten ermittelt. 
Der erste Preisträger in der Kategorie Beste Serie war RTLs Doppelter Einsatz, die beim Deutschen Fernsehpreis 1999 ausgezeichnet wurde. Der letzte Preisträger in der Kategorie Beste Serie war VOXs Club der roten Bänder, die beim Deutschen Fernsehpreis 2017 zum zweiten Mal in Folge geehrt wurde.
Im Jahre 2016 wurde erstmals eine deutsche Fernsehserie aus dem Pay-TV nominiert. Im gleichen Jahr wurde zum ersten Mal keine Serie von den Öffentlich-rechtlichen Fernsehsendern nominiert.

## Statistik
Die folgende Tabelle ist eine Aufzählung von Rekorden der häufigsten Nominierten und Preisträger in der Kategorie Beste Serie. Die Preisträger und Nominierten in den anderen Fernsehserien-Kategorien werden hier nicht mitgezählt.
| Statistik                          | Serie                          | Anzahl | Jahr                |
| ---------------------------------- | ------------------------------ | ------ | ------------------- |
| Häufigste Auszeichnung             | Abschnitt 40                   | 3      | 2003, 2004, 2005    |
| Häufigste Nominierungen (* = Sieg) | Edel & Starck                  | 3      | 2002*, 2003, 2004   |
| Häufigste Nominierungen (* = Sieg) | Abschnitt 40                   | 3      | 2003*, 2004*, 2005* |
| Häufigste Nominierungen (* = Sieg) | Der letzte Bulle               | 3      | 2011, 2012*, 2014   |
| Häufigste Nominierung ohne Sieg    | Die Cleveren                   | 2      | 2000, 2001          |
| Häufigste Nominierung ohne Sieg    | Dr. Psycho                     | 2      | 2007, 2008          |
| Häufigste Nominierung ohne Sieg    | R.I.S. – Die Sprache der Toten | 2      | 2007, 2008          |

Die meisten Siege bezüglich den auftraggebenden Fernsehsender der Serien besitzt unter den acht größten Fernsehsendern RTL mit sieben Auszeichnungen. Anschließend kommen Sat.1 (vier Auszeichnungen) sowie ARD, ZDF und VOX mit jeweils zwei Auszeichnungen. ProSieben hatte nur zwei Nominierungen und keine Auszeichnung. RTL II ist der einzige Fernsehsender der acht größten, der noch nie eine Nominierung erhielt, obwohl der Sender seit 2016 eigene Serien produzierte und ausstrahlte.

## Gewinner und Nominierte
Nach der Angabe der nominierten Fernsehserien folgt in Klammern der dazugehörige bzw. die dazugehörigen Fernsehsender, der/die an der Serie mitwirkt/mitwirken bzw. mitwirkte/mitwirkten. Für die Jahre 2001 und 2006 folgt nach dem/den Fernsehsender(n), der/die mitnominierte/n Schauspieler. Die Gewinner stehen hervorgehoben in fetter Schrift an erster Stelle.

### 1990er
1999
- Doppelter Einsatz (RTL)
  - Der letzte Zeuge (ZDF)
  - Nikola (RTL)

### 2000er
2000
- Ritas Welt (RTL)
  - Die Cleveren (RTL)
  - Julia – Eine ungewöhnliche Frau (ARD/SR/ORF)

 2001
Beste Serie / Beste Schauspieler Serie:
- Der Ermittler (ZDF/SF DRS) sowie Oliver Stokowski
  - Die Cleveren (RTL) sowie Hans-Werner Meyer und Astrid M. Fünderich
  - Der Fahnder (ARD) sowie Martin Lindow

2002
- Edel & Starck (Sat.1)
  - Mein Leben & Ich (RTL)
  - Berlin, Berlin (ARD/RB)

2003
- Abschnitt 40 (RTL)
  - Edel & Starck (Sat.1)
  - Um Himmels Willen (ARD/MDR)

2004
- Abschnitt 40 (RTL)
  - Edel & Starck (Sat.1)
  - Der Elefant – Mord verjährt nie (Sat.1)

2005
- Abschnitt 40 (RTL)
  - München 7 (BR)
  - SOKO Leipzig (ZDF)

 2006
Beste Serie / Beste Schauspieler Serie:
- Türkisch für Anfänger (ARD/BR/NDR) sowie Josefine Preuß, Anna Stieblich, Adnan Maral, Elyas M’Barek, Pegah Ferydoni, Emil Reinke und Axel Schreiber
  - Die Familienanwältin (RTL) sowie Mariele Millowitsch, August Schmölzer und Marie-Luise Schramm
  - Freunde für immer – Das Leben ist rund (Sat.1) sowie André Röhner, Stefan Feddersen-Clausen, Volker Muthmann, Roberto Guerra, Matthias Gall, Holger Dexne und Kai Ivo Baulitz

2007
- KDD – Kriminaldauerdienst (ZDF)
  - Dr. Psycho (ProSieben)
  - R.I.S. – Die Sprache der Toten (Sat.1)

2008
- Doctor’s Diary (RTL)
  - Dr. Psycho (ProSieben)
  - KDD – Kriminaldauerdienst (ZDF)
  - Mord mit Aussicht (ARD/WDR)
  - R.I.S. – Die Sprache der Toten (Sat.1)

2009
- Der Lehrer (RTL)
  - Franzi (BR)
  - Lasko – Die Faust Gottes (RTL/ORF)

### 2010er
2010
- Danni Lowinski (Sat.1)
  - Allein gegen die Zeit (NDR/MDR/WDR/KiKA)
  - Klimawechsel (ZDF)

2011
- Weissensee (ARD/MDR)
  - Doctor’s Diary – Männer sind die beste Medizin (RTL/ORF)
  - Der letzte Bulle (Sat.1)

2012
- Der letzte Bulle (Sat.1)
  - Borgia (ZDF/ORF/Canal+)
  - Der Tatortreiniger (NDR/ARD)

2013
- Zeit der Helden (SWR/arte)
  - Hubert und Staller (ARD/MDR/BR)
  - Christine. Perfekt war gestern! (RTL)

2014
- Danni Lowinski (Sat.1)
  - Der letzte Bulle (Sat.1)
  - Weissensee (ARD/MDR)

2015
- keine Verleihung des Deutschen Fernsehpreises

2016
- Club der roten Bänder (VOX)
  - Deutschland 83 (RTL)
  - Weinberg (TNT Serie)

2017
- Club der roten Bänder (VOX)
  - Morgen hör ich auf (ZDF)
  - Tempel (ZDFneo)